# Tours du pont de la Petite Ville
Les tours du pont de la Petite Ville (en tchèque : Malostranské mostecké věže) sont deux tours pragoises de style différent et de hauteur inégale qui forment l'entrée du pont Charles à la Petite Ville (Malá Strana) sur la Route royale (Královská cesta), au début de la rue Mostecká. Les ponts médiévaux étaient généralement dotés d'une tour à chaque extrémité. Cependant, le pont Charles possède deux tours sur la rive de la Petite Ville, reliées par une grande porte gothique. La tour inférieure, appelée Juditina vez ou tour de Judith, est plus ancienne que le pont Charles, tandis que la tour supérieure a été construite après son achèvement. Les tours et la porte constituaient une partie importante de la fortification de Prague (cs) à l'époque où la Petite Ville de Prague - l'actuelle Malá Strana - était un territoire indépendant. En cas d'invasion de troupes étrangères, les tours pouvaient être utilisées par les garnisons armées pour empêcher les ennemis de traverser le pont. Mais même en temps de paix, les gardes armés faisaient comprendre à ceux qui entraient qu'ils ne souffriraient d'aucune perturbation.

## Tour du pont inférieure
La tour du pont inférieure, appelée « tour de Judith », rappelle des temps très anciens. Elle faisait partie du premier pont en pierre de Prague (pont Judith) (cs), qui reliait les rives de la Vltava dès le XIIe siècle. Nous connaissons sa forme approximative : il comportait vingt arches qui s'élargissaient vers le milieu de la rivière et sa longueur était d'un demi-kilomètre. Le pont a été nommé d'après Judith de Thuringe, l'épouse du roi tchèque Vladislav II de Bohême, qui a financé sa construction. Construit entre 1158 et 1172, il est devenu le plus ancien pont en pierre des pays tchèques. À l'époque, il s'agissait d'un ouvrage magnifique, car il n'existait que deux autres ponts similaires en Europe centrale, à Dresde et à Ratisbonne. Le pont de Judith a été détruit par une grande inondation en 1342. À sa place, Charles IV fit construire un nouveau pont en pierre, qui porte aujourd'hui son nom.
La tour de Judith est à l'origine de style roman. Elle date du début du deuxième quart du XIIe siècle. Elle a été construite plus tôt que le pont de Judith lui-même, à l'origine comme un élément de la fortification de la zone de la Petite Ville, qui avait cependant un aspect très différent de celui d'aujourd'hui : Le noyau de l'agglomération avec ses pavés de pierre se trouvait dans la Malostranské náměstí et, vers le pont, il était protégé par deux grands complexes lourdement fortifiés - Biskupský dvůr (cs) et johanitská komenda (cs). L'ordre chevaleresque de Saint-Jean de Jérusalem, dont les membres étaient appelés Johannites puis Chevaliers de Malte, fut invité à Prague par le roi Vladislav Ier de Bohême. Entre 1158 et 1169, il donne aux pieux chevaliers des terres sur les contreforts de la Vltava afin qu'ils puissent y construire leur commanderie, un complexe fortifié avec l'église Notre-Dame-sous-la-chaîne, un couvent et un hôpital. La mission des Johannites était de garder les routes et les lieux où les pèlerins se rendaient en Terre sainte. Dans des communes souvent construites près de ponts ou de gués, les voyageurs trouvaient un hébergement sûr, du repos et des soins en cas de maladie. L'arrivée des Johannites à Prague était sans aucun doute liée à la construction du pont de Judith. C'est pourquoi nous percevons aujourd'hui la tour de Judith comme une précieuse relique de l'époque où la Petite Ville était gardée par de pieux chevaliers dont l'emblème était une croix blanche à huit pointes. En effet, le Grand Prieuré des Chevaliers de Malte (cs) a toujours son siège dans la Petite Ville. Cependant, en 1253, le roi Venceslas Ier confia la garde du pont de Judith aux nouveaux chanoines réguliers de la Très Sainte-Croix de l'Étoile Rouge, basés du côté de la vieille ville.
La tour de Judith mesure près de trente mètres de haut. Elle est construite en blocs de gaize, qui ont été posés en rangées sur le mortier. La construction en pierre de taille était utilisée dans tous les édifices importants de l'architecture romane. La tour fut reconstruite à plusieurs reprises, gravement endommagée par un incendie en 1503, et acquit finalement son apparence renaissance par des modifications à la fin du XVIe siècle. Le toit a été refait et les fenêtres ont été percées. En 1517, la tête coupée du chevalier brigand Henri de Bohnice est exposée sur la tour de Judith. Les gardes l'avaient capturé dans une taverne près de Jičín, mais le brigand mourut pendant son transport vers Prague, si bien qu'il fut décidé de séparer sa tête de son corps et de l'exposer sur une barre de fer pendant plusieurs jours depuis différentes fenêtres de la tour. De la fin du XVIe siècle jusqu'en 1784, la tour de Judith a servi de siège au bureau du pont pour la collecte des droits d'importation du sel. Cette fonction est commémorée par une petite maison attachée à la tour, à laquelle on accède directement par le pont. En 1893, la tour a été achetée par la ville. Ses trois étages sont reliés par des escaliers en bois et il y a une grande pièce à chaque étage. Le Club Za starou Prahu, qui se consacre à la préservation des monuments de Prague depuis plus de cent vingt ans, utilise l'espace de la tour depuis 1927. L'intérieur est donc inaccessible au public et n'est ouvert que pour des visites occasionnelles. Outre la salle de réunion du Club du Vieux Prague et une vaste bibliothèque contenant des ouvrages sur Prague, la Tour de Judith cache l'un des monuments les plus précieux de Prague : le mystérieux relief roman.
Le relief en briques du premier étage de la tour de Judith date du dernier tiers du XIIe siècle et pourrait avoir décoré à l'origine la façade orientale. Il a ensuite disparu sous les dépôts des différentes transformations du bâtiment et n'a été découvert par hasard qu'à la fin du XIXe siècle. Le relief représente deux personnages masculins, l'un assis sur un trône, l'autre agenouillé devant le trône et faisant un geste au monarque ou recevant quelque chose de lui. On ne sait pas qui représentent les personnages, ni l'auteur, ni l'époque exacte de la création de l'œuvre. Il pourrait s'agir de l'empereur Fridrich Barberousse et du monarque tchèque agenouillé Vladislav Ier, à qui l'empereur remet la couronne royale. De même, la scène peut être considérée comme un symbole de la remise du pont de Judith achevé au roi Vladislav Ier par son constructeur.

## Tour de pont supérieure
La tour de pont supérieure de la Petite Ville n'a été construite qu'à partir de 1464 sous le règne du roi Georges de Bohême, c'est donc la partie la plus jeune du pont Charles. La conception architecturale suit le concept de la tour du pont de la vieille ville (cs) de Peter Parler. Cependant, la décoration sculpturale élaborée a disparu, et les niches pour les statues sur les côtés ouest et est de la tour ont été laissées vides. La tour de forme prismatique simple a été construite en blocs de grès taillés. Certaines pierres portent encore les marques de tâcheron que les anciens tailleurs de pierre utilisaient pour marquer leur travail. Après l'unification des villes de Prague en 1784, les tours ont perdu leur importance défensive initiale. La tour la plus haute de la Petite Ville a été utilisée comme entrepôt de matériaux et comme atelier de plomberie. L'aspect actuel de la tour date de 1879 - 1883, lorsque les deux tours du pont de la Petite Ville ont été reconstruites et modifiées à grands frais par l'architecte Joseph Mocker. La tour atteint quarante-cinq mètres de haut et la galerie de liaison au-dessus de la porte est haute de vingt-six mètres.

## La porte
Les tours du pont de Malá Strana sont reliées par une porte gothique monumentale, qui constitue l'entrée de la Petite Ville. Elle a probablement été construite au tournant des XIVe et XVe siècles, sous le règne du roi Venceslas IV. La double porte est voûtée avec deux arcs gothiques au sommet, avec une galerie et des créneaux. Au Moyen Âge, elle était fermée la nuit ou en cas de danger par une porte en bois, éventuellement munie d'une grille en fer. L'époque de la création de la porte est évoquée par des repères historiques en pierre associés au règne de Václav IV. Du côté du pont, on trouve un lion luxembourgeois, un lion de Bohême, un aigle morave, les armoiries de la Vieille Ville de Prague, et du côté de la rue Mostecká, l'aigle de Wrocław, le lion de Bohême, les armoiries de la Basse-Lusace et de la Haute-Lusace, ainsi que les armoiries de la Petite-Ville. Le visiteur attentif qui passe la porte verra sous la galerie de pierre d'étranges rainures profondes dans la maçonnerie - le travail des anciens gardes du pont qui ont longtemps fait grincer leurs armes contre la pierre. L'histoire de la mort malheureuse du chevalier Pertolt, qui passait la porte en 1250 lorsque deux corbeaux se battaient sur les créneaux, est liée à la galerie elle-même. Le combat des oiseaux a libéré une pierre qui a frappé le chevalier à la tête et l'a tué sur le coup. tours du pont de la Petite Ville sont l'un des monuments les plus précieux de Prague et, depuis 2020, elles sont gérées par l'organisme Prague City Tourism (cs).

## Anecdotes
- En 1250, le chevalier Pertolt traversa le pont à cheval. Deux corbeaux, qui luttaient ensemble sur les créneaux de la tour, provoquèrent la chute d'une pierre du point le plus haut, qui frappa le chevalier à la tête et il tomba immédiatement de son cheval, mort. On dit que la pierre n'a pas été replacée à cet endroit pendant longtemps.

- En 1517, la tête décapitée du chevalier brigand Henri de Bohnice, appelé Bohnička, a été exposée sur la tour de Judith. Cent ans plus tard, sur la rive opposée, les têtes décapitées des seigneurs tchèques lors de l'exécution de la place de la Vieille-Ville (1621) furent également exposées sur la galerie de la tour du pont de la vieille ville (cs) après la Bataille de la montagne blanche.

## Galerie

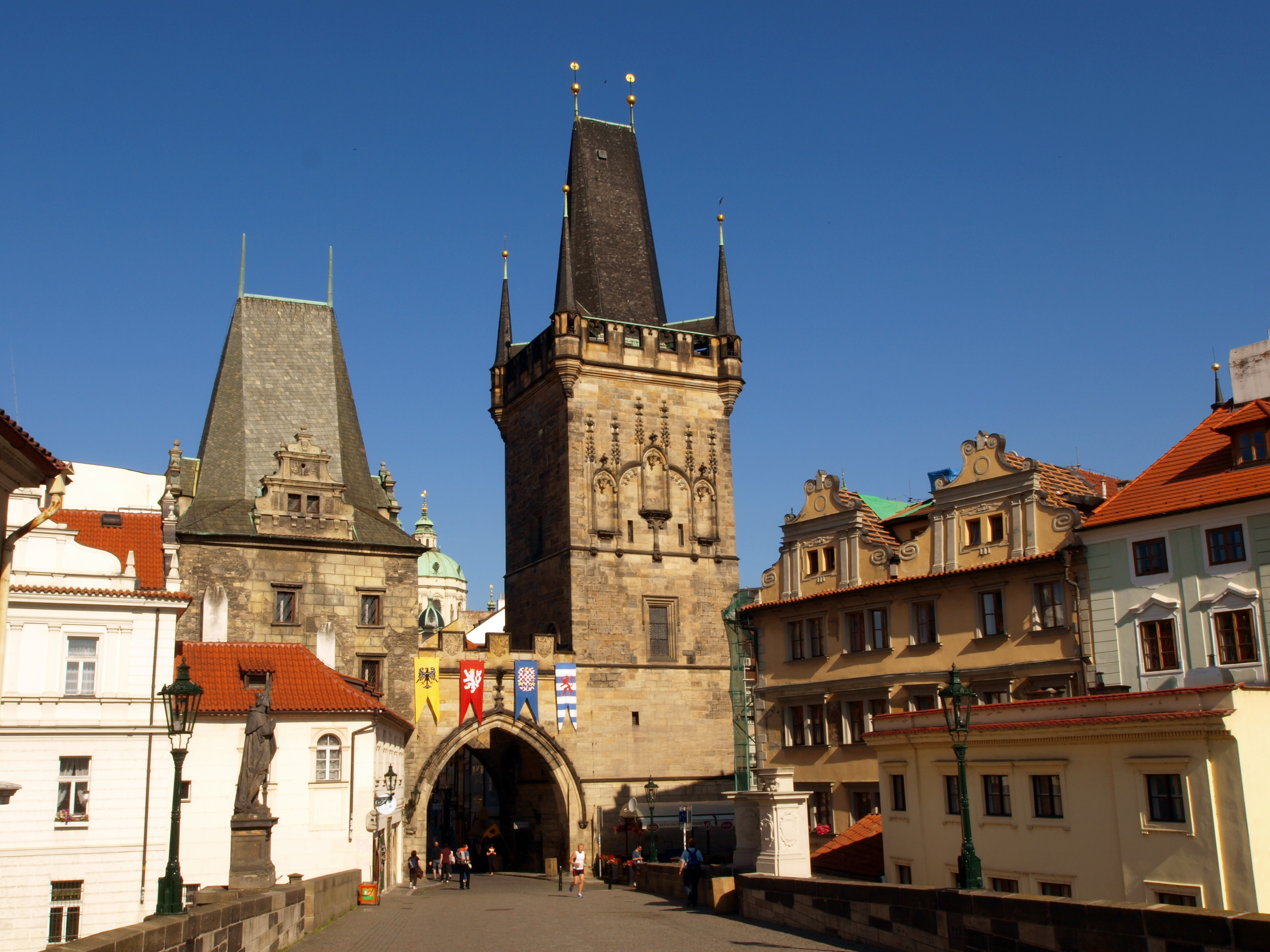
Tours du pont de la Petite Ville à Prague.
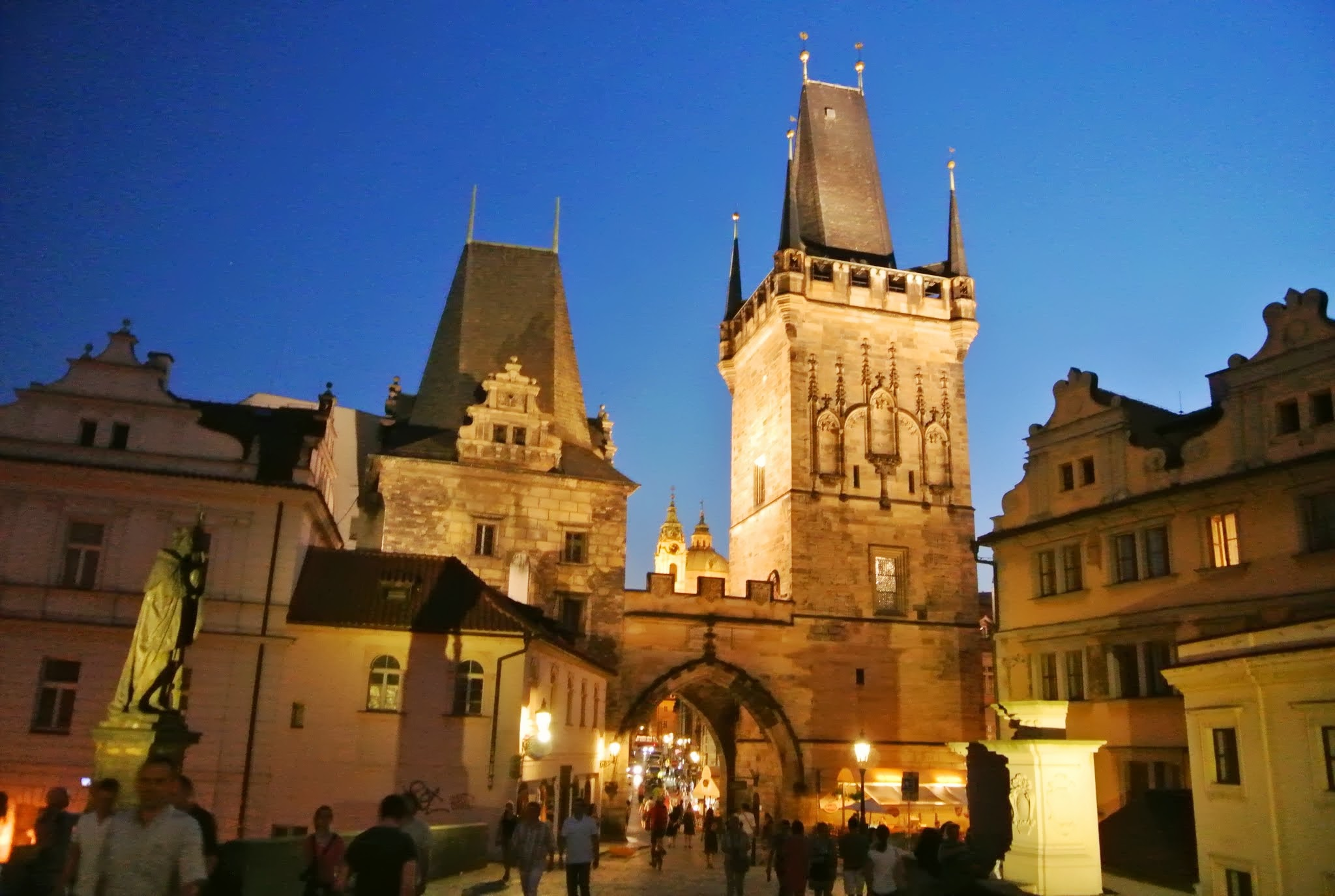
Tours à la tombée de la nuit.
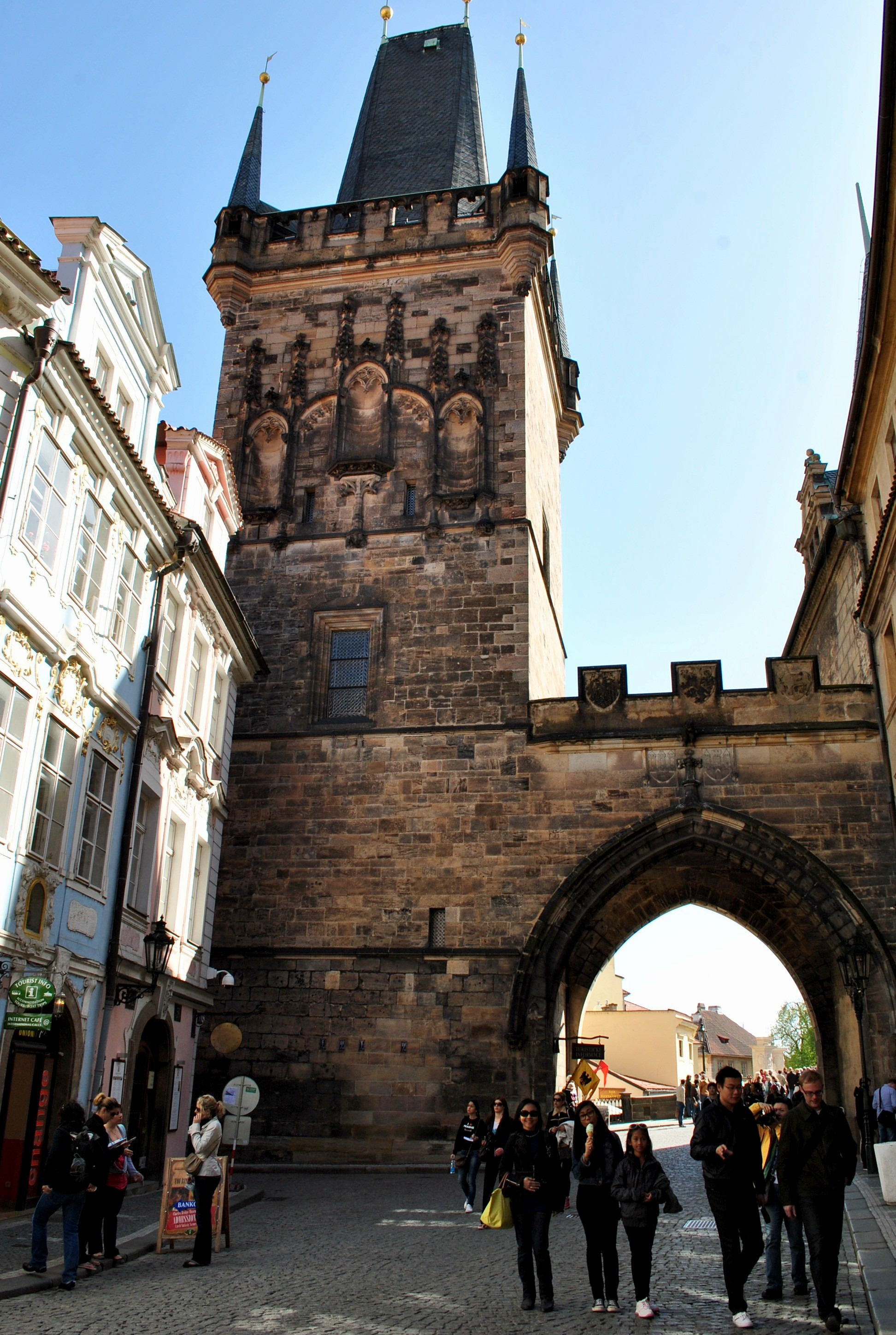
Vue depuis la rue Mostecká dans Malé Strana.
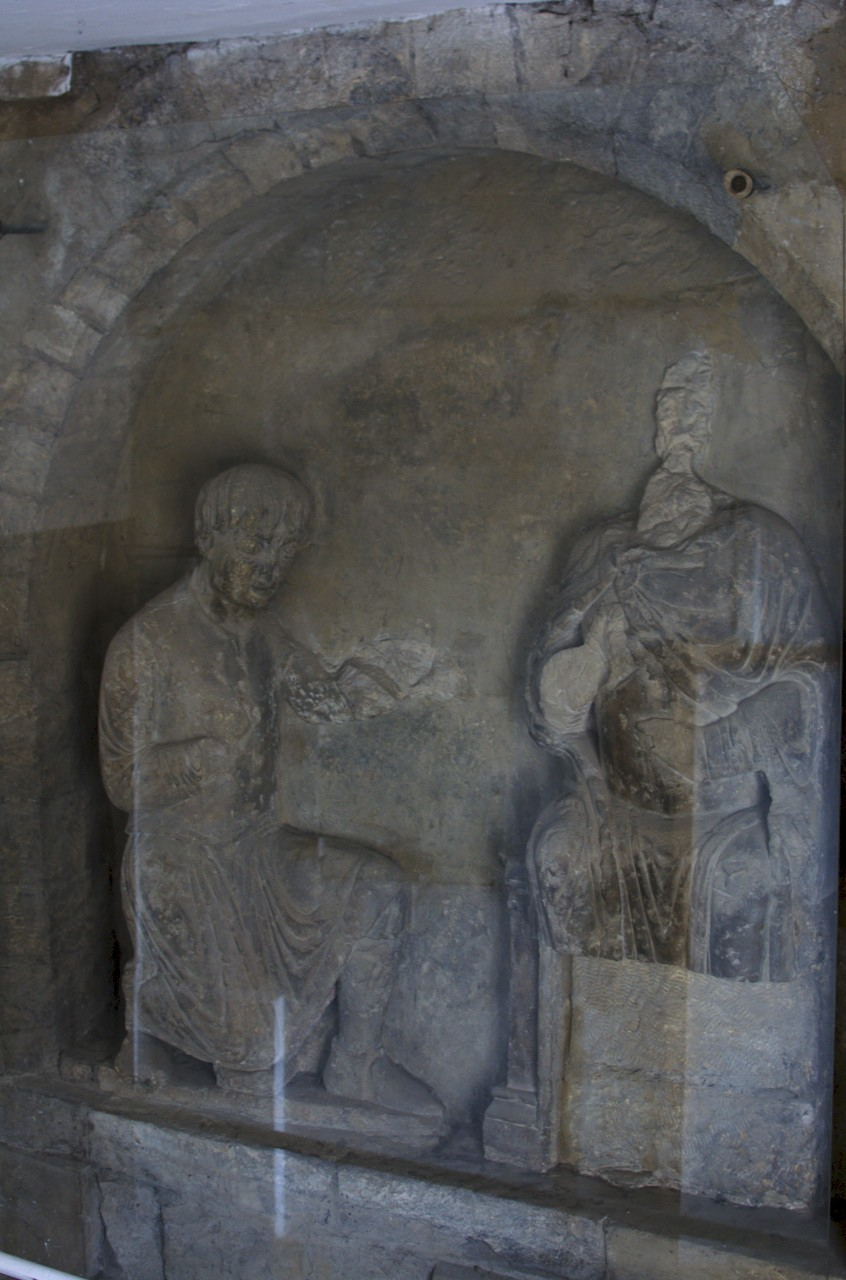
Relief roman dans une niche de la Tour de Judith